# Глухув (Зеленогурський повіт)
Глухув (пол. Głuchów) — село в Польщі, у гміні Тшебехув Зеленогурського повіту Любуського воєводства.
Населення — 446 осіб (2011).
У 1975-1998 роках село належало до Зеленогурського воєводства.

## Демографія
Демографічна структура станом на 31 березня 2011 року:
|          | Загалом | Допрацездатний вік | Працездатний вік | Постпрацездатний вік |
| -------- | ------- | ------------------ | ---------------- | -------------------- |
| Чоловіки | 229     | 49                 | 161              | 19                   |
| Жінки    | 217     | 47                 | 130              | 40                   |
| Разом    | 446     | 96                 | 291              | 59                   |